# Pierre Sellal
Pierre Sellal est un diplomate français, né le 13 février 1952 à Mulhouse. Ambassadeur de France, il a été notamment  représentant permanent de la France auprès de l'Union européenne, à Bruxelles.
Il est actuellement président de la Fondation de France, du club Le Siècle et par ailleurs senior counsel au sein du cabinet August-Debouzy.

## Biographie

### Jeunesse et études
Pierre Sellal est un ancien élève du lycée Albert-Schweitzer de Mulhouse, où il est né en 1952. Son père, ingénieur des mines, avait effectué toute sa carrière dans les mines de Potasse d’Alsace. 
Après des études de droit à la Faculté de droit et des sciences économiques de Strasbourg, Pierre Sellal est reçu au concours d’entrée de l’École nationale d’administration (ENA) en 1973. Il accomplit ses obligations militaires en 1974 et achève sa scolarité à l’ENA en 1977.
Pierre Sellal est marié à Sylvie Forbin, ancienne diplomate (conseillère des affaires étrangères), ancienne directrice des affaires publiques et européennes du groupe Vivendi, aujourd’hui vice-directrice générale de l’Organisation mondiale de la propriété intellectuelle (OMPI) à Genève.

### Parcours professionnel
Au sortir de l'ENA, il entre au ministère des Affaires étrangères.
Le premier poste qui lui est confié concerne les relations économiques internationales, au sein de la direction des Nations-Unies et des organisations internationales du ministère. C’est l’époque des grandes conférences multilatérales (conférence de Paris, CNUCED, négociation autour du « nouvel ordre économique » et des « codes de conduite » sur les investissements internationaux, les transferts de technologies), qui rythment les relations internationales entre les deux chocs pétroliers de 1973 et 1980 et qui donnent lieu à des négociations permanentes dans lesquelles la France joue un rôle important.
En 1980, Pierre Sellal devient conseiller diplomatique au cabinet du ministre du Commerce extérieur, Michel Cointat, fonction qu’il continue d’exercer pendant une brève période avec son successeur Michel Jobert. Il participe à ce titre aux négociations bilatérales (URSS, pays pétroliers…) et multilatérales (dans le cadre du GATT) menées par la France.
En 1981, il rejoint, pour la première fois, la Représentation permanente de la France auprès des Communautés européennes, à Bruxelles, en tant que conseiller chargé des politiques européennes dites « internes », notamment la recherche, l’environnement, le droit des sociétés, la politique des consommateurs...
Fin 1985, Pierre Sellal est nommé, par le Premier ministre Laurent Fabius, secrétaire général adjoint du comité interministériel pour les questions de coopération économique européenne, fonction de coordination et d’arbitrage des positions françaises sur les politiques européennes qu’il occupera pendant 5 ans, sous trois Premiers ministres successifs (Laurent Fabius, Jacques Chirac et Michel Rocard). Il est notamment investi, après la mise en place de l’«Acte unique européen», de la responsabilité de piloter les négociations relatives à la mise place du «grand marché intérieur» et d’y préparer les administrations nationales.
En 1990, Pierre Sellal est nommé par le Quai d'Orsay au poste de « ministre-conseiller » (numéro 2) à l’ambassade de France à Rome. 
Après deux années en Italie, il retourne à Bruxelles, cette fois comme Représentant permanent adjoint ; fonction qu’il occupera pendant 5 ans, de 1992 à 1997. Il préside notamment à ce titre le Comité des représentants permanents (Coreper 1) à l’occasion de la présidence française de 1995.
En 1997, après avoir exercé pendant quelques mois les fonctions de Directeur des Affaires européennes au ministère des Affaires étrangères, le Ministre des Affaires étrangères Hubert Védrine lui propose, au lendemain des élections législatives de mai 1997, de diriger son cabinet. Il exerce cette fonction pendant toute la durée de la « cohabitation » entre le gouvernement de Lionel Jospin et la présidence de Jacques Chirac.
Au lendemain des élections présidentielles et législatives du printemps 2002, Pierre Sellal est nommé pour la troisième fois à Bruxelles, cette fois comme ambassadeur, Représentant permanent de la France. Il y participe notamment aux travaux relatifs au projet de « constitution » européenne et à l’élargissement de l’Union aux pays d’Europe centrale et orientale (réalisée en 2004). Confirmé dans ses fonctions par le nouveau Président de la République élu en 2007, Nicolas Sarkozy, il participe activement à la présidence française de l’Union en 2008. 
Au terme de la présidence française de l'UE de 2008, Pierre Sellal est élevé, à 56 ans, à la dignité d’Ambassadeur de France.
Après 7 années passées à Bruxelles comme Représentant permanent, il est nommé en 2009 Secrétaire général du ministère des Affaires étrangères, le plus haut poste du quai d’Orsay. Durant les 5 années où il occupe cette fonction, outre la coordination et la supervision générale des services du ministère, il anime à son niveau une série de « partenariats stratégiques » bilatéraux avec les principaux partenaires de la France,,. Il siège également au nom de l’Etat au sein des conseils d’administration de plusieurs entreprises publiques, notamment dans le secteur de l’énergie et de la communication.
À l’été 2014, Pierre Sellal reprend une deuxième fois les fonctions de Représentant Permanent de la France auprès de l'Union européenne, à Bruxelles. Pour la revue Contexte, il « excell[e] dans le développement des relations bilatérales entre pays à Bruxelles, mais prêt[e] peu d’attention à la vie des institutions européennes ».
Le 30 mai 2017, il prend les fonctions de président du conseil d'administration de la Fondation de France.
Le 31 janvier 2018, il rejoint le cabinet d'avocat August Debouzy en qualité de Senior Counsel .
Le 13 janvier 2021, il est élu président du Siècle en remplacement d'Olivier Duhamel et alors que ce club élitiste est secoué par le scandale des accusations d'inceste contre ce dernier.

## Décorations
- Commandeur de l'ordre national du Mérite, 13 mai 2016[15]; 
  - Officier, 30 janvier 2008[16], Chevalier, 24 juin 1993[17] ;
- Commandeur de la Légion d'honneur, 13 juillet 2023[18]
  - Officier, 13 juillet 2011[19], Chevalier, 31 décembre 2002[20] ;
- Commandeur de l'ordre des Arts et des Lettres, février 2016[21].